# هويت شيرمان
هويت شيرمان (بالإنجليزية: Hoyt Sherman)‏ هو مصرفي أمريكي، ولد في 21 نوفمبر 1827 في مقاطعة فيرفيلد في الولايات المتحدة، وتوفي في 1904.